# El libro de los seres imaginarios
El libro de los seres imaginarios (originalmente publicado como Manual de zoología fantástica en 1957 por el Fondo de Cultura Económica en México) es un libro de Jorge Luis Borges (en colaboración con Margarita Guerrero), que hace una recopilación de seres extraños que han surgido de la invención humana. Puede identificarse que, pese al tiempo y espacio, en ocasiones varias culturas u hombres comparten ideas recurrentes y muy similares sobre determinadas criaturas imaginarias, muy probablemente porque estas suelen ser producto de sueños, deseos y miedos que hemos compartido desde el inicio de nuestra existencia. En algunos casos Borges cita algunas situaciones reales que pudieron dar origen a que se creara la leyenda de determinado ser imaginario.
Algunas de las criaturas provienen de la mitología, otras de doctrinas y otras más de algunos autores de libros como Lewis Carroll, Kafka, H. G. Wells, o Flaubert

## Contenido
Las criaturas que se listan son:
- Á Bao A Qu
- Abtu y anet
- Anfisbena
- Los ángeles de Swedenborg
- Un animal soñado por Kafka
- Un animal soñado por C.S. Lewis
- Un animal soñado por Poe
- Animales esféricos
- Animales de los espejos
- Dos animales metafísicos
- Los antílopes de seis patas
- El aplanador
- Las arpías
- El asno de tres patas
- El ave Fénix
- El ave Roc
- El pez Bahamut
- Baldanders
- La banshee
- El basilisco
- El behemoth
- El borametz
- Los brownies
- El burak
- El caballo de mar
- El cancerbero
- El catoblepas
- El centauro
- El cien cabezas
- El ciervo celestial
- Crocontas y leucrocotas
- Cronos o Hércules
- Una cruza
- Chancha con cadenas
- Los demonios de Swedenborg
- El devorador de las sombras
- El doble
- El dragón
- El dragón chino
- El dragón en Occidente
- El elefante que predijo el nacimiento de Buda
- Los elfos
- Los eloi y los morlocks
- Escila
- La esfinge
- Fastitocalon
- Fauna china
- Fauna de los Estados Unidos
- El fénix chino
- El gallo celestial
- Garuda
- El gato de Cheshire
- los gatos de Kilkenny
- Los gnomos
- El golem
- El grifo
- Las hadas
- Haniel, Kafziel, Azriel y Aniel
- Haokah, dios del trueno
- La hidra de Lerna
- El hijo de Leviatán
- El hipogrifo
- Hochigan
- ictiocentauro
- El kami
- Khumbaba
- El kraken
- Kuyata
- Los lamed wufniks
- Las lamias
- Los lémures
- La liebre lunar
- Lilith
- La madre de las tortugas
- La mandrágora
- La mantícora
- El minotauro
- El mirmecoléon
- El Odradek

El libro de los seres imaginarios tiene un listado de seres más extenso que el Manual de zoología fantástica original.